# Nicola Fierro
Nicola Fierro (dopo il 1915 – 30 ottobre 2009) è stato uno storico e archeologo italiano.

## Biografia
Socialista, fu per lungo tempo amministratore comunale di Bisaccia, in provincia di Avellino. Negli anni 70 si batté affinché il locale castello ducale, ormai malridotto, venisse acquistato dal comune, cosa che avvenne nel 1977.
Insegnante, si dedicò all'archeologia diventando ispettore onorario della sovrintendenza archeologica di Salerno-Avellino e partecipando alle campagne di scavo condotte dall'archeologo Giancarlo Bailo Modesti (scopritore di centinaia di tombe a fossa). Fu fondatore del Gruppo archeologico salernitano e della rivista Sal(t)ernum. Insieme a Werner Johannowsky, ispezionò l'Irpinia orientale; fu lui a segnalare il ritrovamento dei primi resti della necropoli di Bisaccia e a rinvenire la "tomba della principessa di Bisaccia". Ha collaborato con varie riviste locali tra cui La Torre, Il Postiglione e l'Eco di Andretta.
Insieme ad Antonio Asprea avanzò l'ipotesi (ritenuta però inverosimile dagli storici contemporanei) secondo cui l'Aquilonia sannitica citata da Tito Livio sia da identificare con l'Aquilonia degli Irpini (Lacedonia). Cercò anche di ricostruire il percorso del viaggio diplomatico di Orazio a Brindisi citato nelle sue Satire e di localizzare la Trivici villa, identificandola con una località presso Mirabella Eclano (entrando anche stavolta in aperto conflitto con l'orientamento prevalente, che invece propende per l'area della Baronia). Inoltre, poiché nei versi successivi Orazio menziona un oppidulum quod versu dicere non est (un piccolo borgo che non è possibile citare nel verso), Fierro identifica tale borgo innominabile con Sub Romula (nel Sannio irpino), nonostante che gli storici moderni convergano ormai pacificamente su un sito dell'Apulia (Ausculum oppure Herdoniae, o forse Corletum a sud-est della stessa Ausculum).
Fierro è stato anche professore di letteratura latina all'università di Salerno. Dopo la morte, nel febbraio 2011, è stata dedicata alla sua memoria una sala espositiva del museo civico archeologico di Bisaccia. Inoltre il Gruppo archeologico salernitano ha indetto, per ricordare la sua figura, il premio "Nicola Fierro".

## Opere
- La Via Appia da Benevento a Canosa nella Satira di Orazio, Rassegna storica irpina nn. 13-14, Graphic Way, Avellino, 1999[4]
- Aquilonia in Hirpinis - Lacedonia in età sannitica e romana, Gruppi archeologici d'Italia.[4]
- Gli Stati tribali irpini in epoca sannitica e romana, in “Rassegna Storica Irpina”, 1992.[4]
- Le guerre sannitiche e gli Irpini, Roma, a cura del Circolo ‘La Torre 1992[4]
- Il castello di Bisaccia, 'La Torre', 1995[4]
- La transumanza, in "La Torre", 2003[4]
- Marcina, Amina e Salerno nella Campania antica, supplemento alla rivista "Salternum", 1999.[4]